# Mobile Servicing System
Mobile Base System (MBS) je základní platformou pro robotický manipulátor Canadarm2. Byl připojen ke stanici ISS během STS-111 v červnu 2002. Plošina stojí na vrcholu mobilního transportéru (instalovaný v průběhu STS-110), který jí umožňuje klouzat po celé příhradové konstrukci Truss.